# 徳島市中央公民館
徳島市中央公民館（とくしましちゅうおうこうみんかん）は、徳島県徳島市徳島町城内にある公民館である。
所管課は徳島市教育委員会社会教育課である。
市民講座、成人大学講座、夏休み子ども講座の開講、サークル活動の支援、貸館事業などの業務を行っている。3〜4階は徳島市立図書館となっている。徳島県青少年センター、徳島市社会福祉センターと隣接。

## 施設

### 現在
- 7階 - 大ホール
- 6階 - 第2研修室・第3研修室
- 5階 - 中央公民館事務室
- 4階 - 視聴覚室
- 3階–4階 - 徳島市立図書館
- 3階 - 徳島市社会福祉センターとの連絡通路
- 1階 - エントランスホール、図書館返却ポスト、移動図書館・配本車車庫
- 地下1階–1階 - 駐車場

### 図書館移転前
- 7階 - 大ホール
- 4階–6階 - 研修室等
- 2階–4階 - 徳島市立図書館
- 3階 - 徳島市社会福祉センターとの連絡通路
- 1階 - エントランスホール、図書館返却ポスト、移動図書館・配本車車庫
- 地下1階–1階 - 駐車場

## 歴史
1981年までは
- 1958年11月23日 - 徳島市立図書館が徳島公園（現徳島中央公園）月見櫓跡北側に新築移転。
- 1961年00月00日 - 現在地の西部は寺島川河道だったが、このころ埋め立てられる。
- 1960年04月00日 - 徳島市中央公民館が市立図書館と同地に開館。図書館は「公民館付属図書館」に。
- 1981年04月17日 - 現在地に移転。
- 1981年05月01日 - 徳島市中央公民館新館開館[2]。市立図書館が公民館から分離し「徳島市立図書館」に戻る。
- 2012年00月00日 - 市立図書館がアミコビル5～6階に主要業務を移転、公民館内施設は3～4階に縮小予定[3]。

## 開館日時

### 開館時間
- 9:00〜21:00

### 休館日
- 毎週火曜日
- 12月28日〜1月3日

## 交通
- 徳島市営バス・徳島公園前停留所より徒歩約3分。
- JR阿波富田駅から10分、徳島駅から徒歩11分。